# Орасіо Касарін
Ора́сіо Касарі́н Гарсіла́со (ісп. Horacio Casarín Garcilazo, нар. 25 травня 1918, Мехіко — пом. 10 квітня 2005, Мехіко) — мексиканський футболіст, нападник. По завершенні ігрової кар'єри — футбольний тренер.
Як гравець насамперед відомий виступами за клуби «Некакса» та «Атланте» та національну збірну Мексики. Один з найкращих футболістів в історії мексиканського футболу.
В рейтингу IFFHS «Найкращі футболісти Центральної і Північної Америки XX сторіччя» займає 4-е місце.

## Клубна кар'єра
У дорослому футболі дебютував 1936 року виступами за найсильнішу мексиканську команду 30-х років минулого століття, «Некаксу». Спочатку грав у захисній ланці клубу. За шість сезонів у команді двічі здобував титул чемпіона ліги. Наприкінці 1938 року, У матчі «Некакса» — «Астуріас», отримав тяжку травму. Два роки жив без футболу, заліковував її наслідки.
В 1942 році переходить до потужного, у фінансовому відношенні, «Атланте». Формально числився працівником банку і отримував пристойну заробітну плату. Лідер клубу протягом шести сезонів та один з найкращих його голеодорів. В 1947 році вніс вагомий внесок у першу перемогу «Атланте» в професіональній лізі Мексики — 19 забитих м'ячів.
1948 року переїздить до Іспанії, до складу каталонської «Барселони».
Наприкінці 40-х років грає за «Реал Еспанью» та «Веракрус».
В сезоні 1950/51 повертається до «Некакси». Команда посідає третє місце, а Орасіо — найкращий бомбардир чемпіонату.
В наступній команді, «Сакатепеку», виконував обов'язки граючого тренера. Під його керівництвом команда здобула друге місце у чемпіонаті 1952/53.
Згодом, з 1953 по 1956 рік, грав у складі команд «Атланте» та «Америка».
Завершив професійну ігрову кар'єру в 39 років у клубі «Монтеррей».

## Виступи за збірну
До складу збірної Мексики Орасіо Касаріна запросив Рафаель Гарса Гутьєррес. У дебютному матчі з командою США забив два м'ячі (12 вересня 1937, перемога 7:2). Протягом кар'єри у національній команді, яка тривала 20 років, провів у формі головної команди країни 16 матчів і забив 15 голів.
На чемпіонаті світу 1950 року у Бразилії був учасником усіх матчів мексиканської збірної. Відзначився забитим голом у ворота збірної Швейцарії.

## Кар'єра тренера
Окрім вищезгаданого «Сакатепека», очолював національну збірну, «Естудіантес Текос» та молодіжну збірну Мексики.
Останнім місцем тренерської роботи був клуб «Атланте». Під керівництвом Орасіо Касаріна команда, у сезоні 1981/82, здобула срібні нагороди чемпіонату Мексики.
Помер 10 квітня 2005 року на 87-му році життя у місті Мехіко.

## Титули та досягнення

### Футболіст
- Чемпіон аматорської ліги (2): 1937, 1938
- Чемпіон Мексики (1): 1947
- Переможець Ігор Центральної Америки та Карибського басейну: 1938
- Переможець Чемпіонату НАФК: 1949

### Наставник
- Віце-чемпіон Мексики (1): 1953, 1982